# Schneeflöckchen, Weißröckchen
Das Kinderlied Schneeflöckchen, Weißröckchen ist ein Winterlied. Da es immer wieder auch in weihnachtlichen Liedersammlungen erscheint und oftmals im Advent gesungen wird, wird es häufig fälschlicherweise als Weihnachtslied bezeichnet. Oft werden das Lied als „Volksweise“ und der Text als „volkstümlich“ bezeichnet – was bedeutet, dass der Name des Verfassers nicht bekannt ist. In diesem Fall ist der Ursprung des Liedes aber nachzuvollziehen. Die Urfassung stammt von Hedwig Haberkern (geborene Stenzel; 1837–1901), die zunächst Kindergärtnerin und dann Lehrerin in Breslau war. Als „Tante Hedwig“ verfasste sie Erzählungen für Kinder; 1869 erschien in ihrem Erstlingswerk Tante Hedwigs Geschichten für kleine Kinder die Geschichte von der Schneewolke, in dem das Lied Schneeflöckchen vom Himmel vorkommt.

## Textversionen
| Originaltext | Heute üblicher Text |
| --- | --- |
| Schneeflöckchen, vom Himmel Da kommst du geschneit, Du warst in der Wolke, Dein Weg ist gar weit; Ach setz’ dich an’s Fenster, Du niedlicher Stern, Giebst Blätter und Blumen, Wir sehen dich gern! Schneeflöckchen, ach decke Die Saaten geschwind, Sie frieren, du wärmst sie, So bittet das Kind. Schneeflöckchen, Weißröckchen So kommet doch all’, Dann wird bald ein Schneemann, Dann werf’ ich den Ball. | Schneeflöckchen, Weißröckchen, wann kommst du geschneit? Du wohnst in den Wolken, dein Weg ist so weit. Komm setz dich ans Fenster, du lieblicher Stern, malst Blumen und Blätter, wir haben dich gern. Schneeflöckchen, du deckst uns die Blümelein zu, dann schlafen sie sicher in himmlischer Ruh’. Schneeflöckchen, Weißröckchen, komm zu uns ins Tal. Dann bau’n wir den Schneemann und werfen den Ball. |

Gegenüber dem Originaltext, der aus zwei Strophen zu je acht Zeilen besteht, wird der Text heute üblicherweise in vier vierzeiligen Strophen wiedergegeben. Weißröckchen, ein schlesisches Synonym für Schneeflocke, taucht in der Urfassung des Textes nicht im Eingangsvers, sondern erst in der viertletzten Zeile auf.

## Melodie
Das Lied sollte nach dem Willen der Dichterin zur Melodie des Liedes Wir Kinder, wir haben der Freuden so viel gesungen werden. Der Text dieses Liedes von Christian Adolph Overbeck wurde erstmals im Vossischen Musen-Almanach auf das Jahr 1777 veröffentlicht. Wolfgang Amadeus Mozart vertonte den überarbeiteten Text 1791 als Lied für Singstimme und Klavier Das Kinderspiel, KV 598. Eine andere Vertonung hatte Carl Christian Agthe 1782 veröffentlicht. Ob sich Hedwig Haberkern Mozarts Melodie für ihr Schneeflockenlied wünschte, kann daher nicht mit letzter Sicherheit gesagt werden. Da es sich bei den beiden bekannten Vertonungen um Kunstlieder handelt, die melodisch und rhythmisch anspruchsvoller sind als ein einfaches Kinderlied, wäre es auch denkbar, dass Hedwig Haberkern eine weitere, volksliedhaftere Melodie kannte.
Die heute verbreitete Melodie, deren Komponist nicht bekannt ist, ist seit 1915 in Liederbüchern nachzuweisen. In der ersten Hälfte des 20. Jahrhunderts war das Lied jedoch auf mehrere verschiedene Melodien verbreitet. So wurde es auf die Melodie von Im Märzen der Bauer gesungen sowie auf Kompositionen von Johann André und von Kurt Schläger. Spätestens nach Ende des Zweiten Weltkriegs setzte sich die heute bekannte Melodie durch. Gelegentlich – jedoch erst in Liederbüchern der Nachkriegszeit – findet sich die Quellenangabe, das Lied sei von deutschen Kolonisten aus Russland oder aus Kurland mitgebracht worden.